# Great Falls and South Berwick Branch Railroad
Die Great Falls and South Berwick Branch Railroad war eine Eisenbahngesellschaft in Maine und New Hampshire (Vereinigte Staaten).
Sie wurde am 3. Juli 1841 als Great Falls and South Berwick Railroad gegründet und am 8. Juni 1848 in Great Falls and South Berwick Branch Railroad umbenannt. Sie baute eine 9,56 Kilometer lange Zweigstrecke von South Berwick ME (heute Jewett) an der Portland, Saco and Portsmouth Railroad nach Great Falls NH (heute Somersworth), die 1855 eröffnet wurde und die Teil der Bahnstrecke Jewett–Intervale Junction war.
Der Betrieb der Strecke war stark defizitär, sodass der Verkehr schon 1858 wieder eingestellt wurde. Im Jahr 1861 wurde der Betrieb wieder aufgenommen. Am 30. Dezember 1848 schloss die Bahn einen Konsolidierungsvertrag mit der Great Falls and Conway Railroad. Am 30. Juni 1865 wurde die kleine Bahngesellschaft schließlich von der Portsmouth, Great Falls and Conway Railroad erworben. Die Bahn wurde 1870 durch die Eastern Railroad gepachtet, die ihrerseits ab 1883 unter der Kontrolle der Boston and Maine Railroad stand. Die Strecke wurde 1941 stillgelegt.